# Szaniszló Ferenc (újságíró)
Szaniszló Ferenc (Csenger, 1960. október 7. –) újságíró, riporter.

## Munkássága
A szamosháti Csengerben született, Csegöldön, Fehérgyarmaton nevelkedett. Moszkvában végzett egyetemet, majd 1986-tól az akkori Magyar Hírlap moszkvai tudósítója lett. Később a Magyar Televízió Panoráma című külpolitikai adásának a munkatársa. Szaniszló Ferenc az 1990-es években, a délszláv frontokon háborús tudósítóként vált ismertté.
2005 februárja és 2007 februárja között a Duna Televízió Híradójának a főszerkesztője volt. 2008. augusztus 25-e óta az Echo TV külpolitikai műsorának, a Világ-Panorámának felelős szerkesztő-műsorvezetője 2016 nyaráig, amikor is közös megegyezéssel megvált az Echo TV-től.
Szaniszló a műsorában rendszeresen tett leegyszerűsítő kijelentéseket sok vitát kiváltó témákról (bevándorlás, demográfiai krízis, válságkezelés stb.). 2011 szeptemberében egy cigánysággal kapcsolatos megnyilvánulása miatt az NMHH 500 ezer forintra bírságolta az Echo TV-t, mivel a műsorban elhangzottakkal Szaniszló megsértette az emberi méltóság tiszteletben tartására, valamint a gyűlöletkeltés tilalmára vonatkozó jogszabályokat.

## A Táncsics-díj botrány
Szaniszlót 2013-ban Balog Zoltán miniszter Táncsics-díjjal tüntette ki, ami a kisebbségi jogvédők és a polgárjogi aktivisták komoly felháborodását váltotta ki, a MÚOSZ pedig tagadta, hogy részt vett volna a döntésben. Több Táncsics-díjas újságíró tiltakozásul visszaadta díját. A botrány kipattanása után a díjat átadó miniszter kijelentette, hogy nem tájékozódott megfelelően a jelölt személyéről mielőtt a díjat átadta volna. Kijelentette továbbá, hogy a díjat nincs lehetősége visszavonni, de sajnálatát fejezte ki a „rossz döntés” miatt. 2013. március 19-én Balog Zoltán miniszter levélben kérte a szerinte tévedésből odaadott díj visszaadására. A kérésnek eleget tett, ezt saját műsora különkiadásában jelentette be 2013. március 20-án. Indoklásaként elmondta, hogy „Nemzetem zsarolása, hazánk megfojtása árán nekem, kedves Nézőim, a Táncsics-díj nem kell. Tehát lemondok róla. Visszaadom azoknak, akik méltatlannak találtattak, hogy engem méltónak találjanak.”

## Kitüntetései
- Európa-érem (2000)
- Táncsics Mihály-díj (2013) – visszaadta
- Magyar Nemzetért Ezüstérem (2013)
- Pongrátz Gergely-érdemkereszt (2013) – [A Jobbik 10. Kongresszusán kapta]